# Guilhèm Molinièr

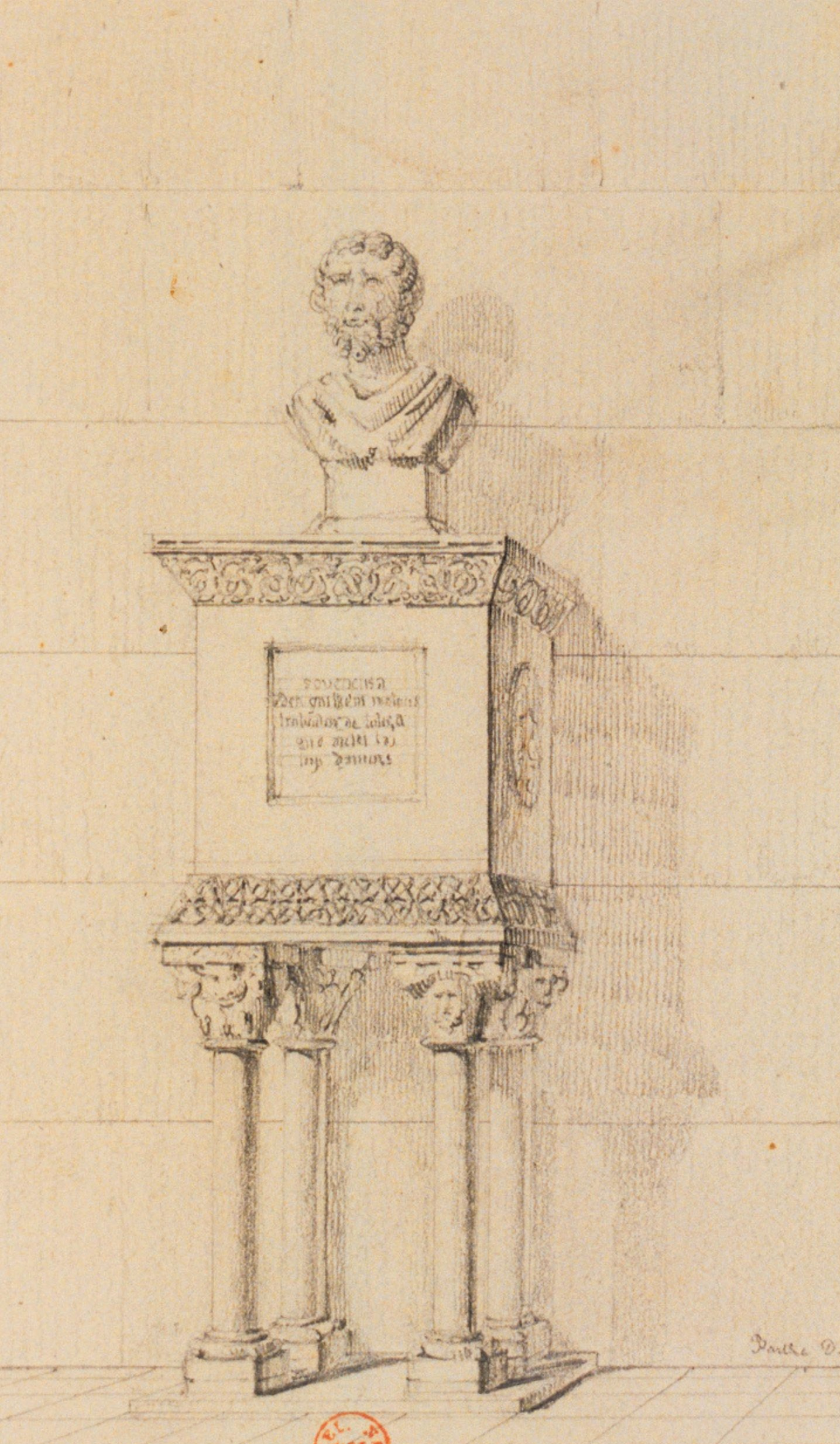
Dibuix de la tomba d'en Guilhèm Molinièr al Museu de Tolosa

Guilhèm Molinièr fou un jurista i poeta occità del segle xiv, conegut per la seva autoria de les Leys d'Amors.

## Biografia
Guilhèm Molinièr exercia a la ciutat de Tolosa de Llenguadoc, on va redactar, entre el 1328 i el 1337 les Leys d'Amors, codi gramatical, de versificació i de retòrica que li van encarregar els mantenidors del Consistori de la Sobregaya Companhia dels Set Trobadors de Tolosa. Aquest text havia de servir de norma als jutges que havien d'atorgar els premis literarisdels Jocs Florals. Recull aspectes formals, defineix gèners i subgèneres de la poesia trobadoresca i serà el manual obligatori de tot aspirant a poeta. Sembla que no els va redactar sol, sinó amb la col·laboració d'alguns consellers com Bartolomieu Marc. Les Leys van assolir una gran popularitat i les normes van influir també en els poetes que escrivien en català, en gallec o en italià, als quals els serví de referent.